# Oscar Rauch
Pour les articles homonymes, voir Rauch.
Oscar Rauch (1907-1990) fut un footballeur international suisse, qui évoluait en tant que milieu de terrain.

## Biographie
Durant sa carrière en club, Rauch évolue dans l'équipe du championnat de Suisse du Grasshopper-Club Zurich, lorsque le sélectionneur autrichien Karl Rappan le convoque pour participer à la coupe du monde 1938 en France, où la sélection parvient jusqu'en quart-de-finale.